# Rallye de Suède 2017
Le Rallye de Suède 2017 est le 2e rallye du Championnat du monde des rallyes 2017. Il se déroule normalement sur 18 épreuves spéciales mais une spéciale sera annulée durant l'évènement. Jari-Matti Latvala et Miikka Anttila, au volant d'une Toyota Yaris WRC, s'adjugent le rallye et engrangent le maximum de points avec un total de trente grâce à leur victoire dans la super spéciale.

## Participants
| Engagés notables          | Engagés notables            | Engagés notables | Engagés notables   | Engagés notables | Engagés notables           | Engagés notables |
| no                        | Engagé                      | Classe           | Pilote             | Copilote         | Voiture                    | Pneus            |
| ------------------------- | --------------------------- | ---------------- | ------------------ | ---------------- | -------------------------- | ---------------- |
| 1                         | M-Sport World Rally Team    | WRC              | Sébastien Ogier    | Julien Ingrassia | Ford Fiesta WRC            | M                |
| 2                         | M-Sport World Rally Team    | WRC              | Ott Tänak          | Martin Järveoja  | Ford Fiesta WRC            | M                |
| 3                         | M-Sport World Rally Team    | WRC              | Elfyn Evans        | Daniel Barritt   | Ford Fiesta WRC            | D                |
| 4                         | Hyundai Motorsport          | WRC              | Hayden Paddon      | John Kennard     | Hyundai i20 Coupe WRC      | M                |
| 5                         | Hyundai Motorsport          | WRC              | Thierry Neuville   | Nicolas Gilsoul  | Hyundai i20 Coupe WRC      | M                |
| 6                         | Hyundai Motorsport          | WRC              | Dani Sordo         | Marc Martí       | Hyundai i20 Coupe WRC      | M                |
| 7                         | Citroën Total Abu Dhabi WRT | WRC              | Kris Meeke         | Paul Nagle       | Citroën C3 WRC             | M                |
| 8                         | Citroën Total Abu Dhabi WRT | WRC              | Craig Breen        | Scott Martin     | Citroën C3 WRC             | M                |
| 10                        | Toyota Gazoo Racing WRT     | WRC              | Jari-Matti Latvala | Miikka Anttila   | Toyota Yaris WRC           | M                |
| 11                        | Toyota Gazoo Racing WRT     | WRC              | Juho Hänninen      | Kaj Lindström    | Toyota Yaris WRC           | M                |
| 14                        | M-Sport World Rally Team    | WRC              | Mads Østberg       | Ola Fløene       | Ford Fiesta WRC            | M                |
| 15                        | Citroën Total Abu Dhabi WRT | WRC              | Stéphane Lefebvre  | Gabin Moreau     | Citroën DS3 WRC            | M                |
| 16                        | Eurolamp World Rally Team   | WRC              | Valeriy Gorban     | Sergei Larens    | Mini John Cooper Works WRC | M                |
| 37                        | FWRT                        | WRC              | Lorenzo Bertelli   | Simone Scattolin | Ford Fiesta RS WRC         | M                |
| Source: liste des engagés |                             |                  |                    |                  |                            |                  |

| Clé   | Clé                                                                             |
| Icône | Classe                                                                          |
| ----- | ------------------------------------------------------------------------------- |
| WRC   | Engagés WRC éligibles pour marquer des points au classement constructeurs       |
| WRC   | Engagés majeurs inéligibles pour marquer des points au classement constructeurs |
| WRC   | Enregistrés pour marquer des points dans le Trophée WRC                         |

## Résultats

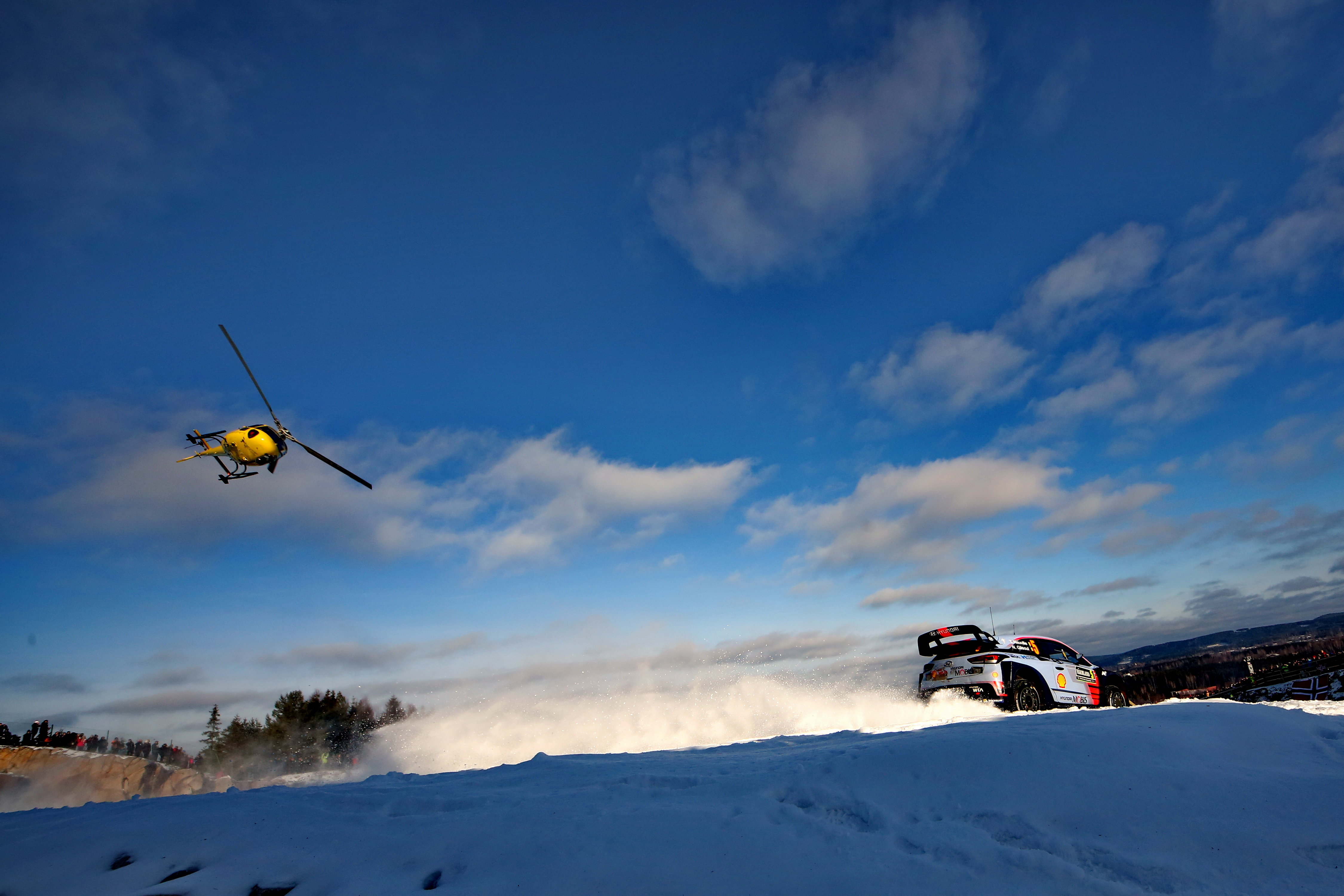
Thierry Neuville, ici durant le rallye, a longtemps mené ce dernier avant de terminer à la treizième place.

### Classement final
| Pos.               | no                 | Pilote              | Copilote            | Équipe                      | Voiture               | Classe             | Temps              | Différence         | Points             |
| Classement général | Classement général | Classement général  | Classement général  | Classement général          | Classement général    | Classement général | Classement général | Classement général | Classement général |
| ------------------ | ------------------ | ------------------- | ------------------- | --------------------------- | --------------------- | ------------------ | ------------------ | ------------------ | ------------------ |
| 1                  | 10                 | Jari-Matti Latvala  | Miikka Anttila      | Toyota Gazoo Racing WRT     | Toyota Yaris WRC      | WRC                | 2 h 36 min 03 s 6  | 0 s 0              | 30                 |
| 2                  | 2                  | Ott Tänak           | Martin Järveoja     | M-Sport World Rally Team    | Ford Fiesta WRC       | WRC                | 2 h 36 min 32 s 8  | +29 s 2            | 18                 |
| 3                  | 1                  | Sébastien Ogier     | Julien Ingrassia    | M-Sport World Rally Team    | Ford Fiesta WRC       | WRC                | 2 h 37 min 03 s 1  | +59 s 5            | 19                 |
| 4                  | 6                  | Dani Sordo          | Marc Martí          | Hyundai Motorsport          | Hyundai i20 Coupe WRC | WRC                | 2 h 38 min 15 s 1  | +2 min 11 s 5      | 12                 |
| 5                  | 8                  | Craig Breen         | Scott Martin        | Citroën Total Abu Dhabi WRT | Citroën C3 WRC        | WRC                | 2 h 38 min 54 s 8  | +2 min 51 s 2      | 10                 |
| 6                  | 3                  | Elfyn Evans         | Daniel Barritt      | M-Sport World Rally Team    | Ford Fiesta WRC       | WRC                | 2 h 41 min 30 s 2  | +5 min 26 s 6      | 8                  |
| 7                  | 4                  | Hayden Paddon       | John Kennard        | Hyundai Motorsport          | Hyundai i20 Coupe WRC | WRC                | 2 h 41 min 34 s 8  | +5 min 31 s 2      | 7                  |
| 8                  | 15                 | Stéphane Lefebvre   | Gabin Moreau        | Citroën Total Abu Dhabi WRT | Citroën DS3 WRC       | WRC                | 2 h 43 min 18 s 3  | +7 min 14 s 7      | 4                  |
| 9                  | 32                 | Pontus Tidemand     | Jonas Andersson     | Škoda Motorsport            | Škoda Fabia R5 (en)   | WRC-2              | 2 h 45 min 14 s 7  | +9 min 11 s 1      | 2                  |
| 10                 | 31                 | Teemu Suninen       | Mikko Markkula      | M-Sport World Rally Team    | Ford Fiesta R5        | WRC-2              | 2 h 46 min 06 s 5  | +10 min 02 s 9     | 1                  |
| 12                 | 7                  | Kris Meeke          | Paul Nagle          | Citroën Total Abu Dhabi WRT | Citroën C3 WRC        | WRC                | 2 h 46 min 32 s 3  | +10 min 28 s 7     | 2                  |
| 13                 | 5                  | Thierry Neuville    | Nicolas Gilsoul     | Hyundai Motorsport          | Hyundai i20 Coupe WRC | WRC                | 2 h 47 min 35 s 1  | +11 min 31 s 5     | 3                  |
| Classement WRC-2   |                    |                     |                     |                             |                       |                    |                    |                    |                    |
| 1 (9.)             | 32                 | Pontus Tidemand     | Jonas Andersson     | Škoda Motorsport            | Škoda Fabia R5 (en)   | WRC-2              | 2 h 45 min 14 s 7  |                    | 25                 |
| 2 (10.)            | 31                 | Teemu Suninen       | Mikko Markkula      | M-Sport World Rally Team    | Ford Fiesta R5        | WRC-2              | 2 h 46 min 06 s 5  | +51 s 8            | 18                 |
| 3 (11.)            | 34                 | Ole Christian Veiby | Stig Rune Skjærmoen | Printsport Oy               | Škoda Fabia R5 (en)   | WRC-2              | 2 h 46 min 22 s 1  | +1 min 07 s 4      | 15                 |
| 4 (14.)            | 40                 | Éric Camilli        | Benjamin Veillas    | M-Sport World Rally Team    | Ford Fiesta R5        | WRC-2              | 2 h 48 min 27 s 1  | +3 min 12 s 4      | 12                 |

### Spéciales chronométrées

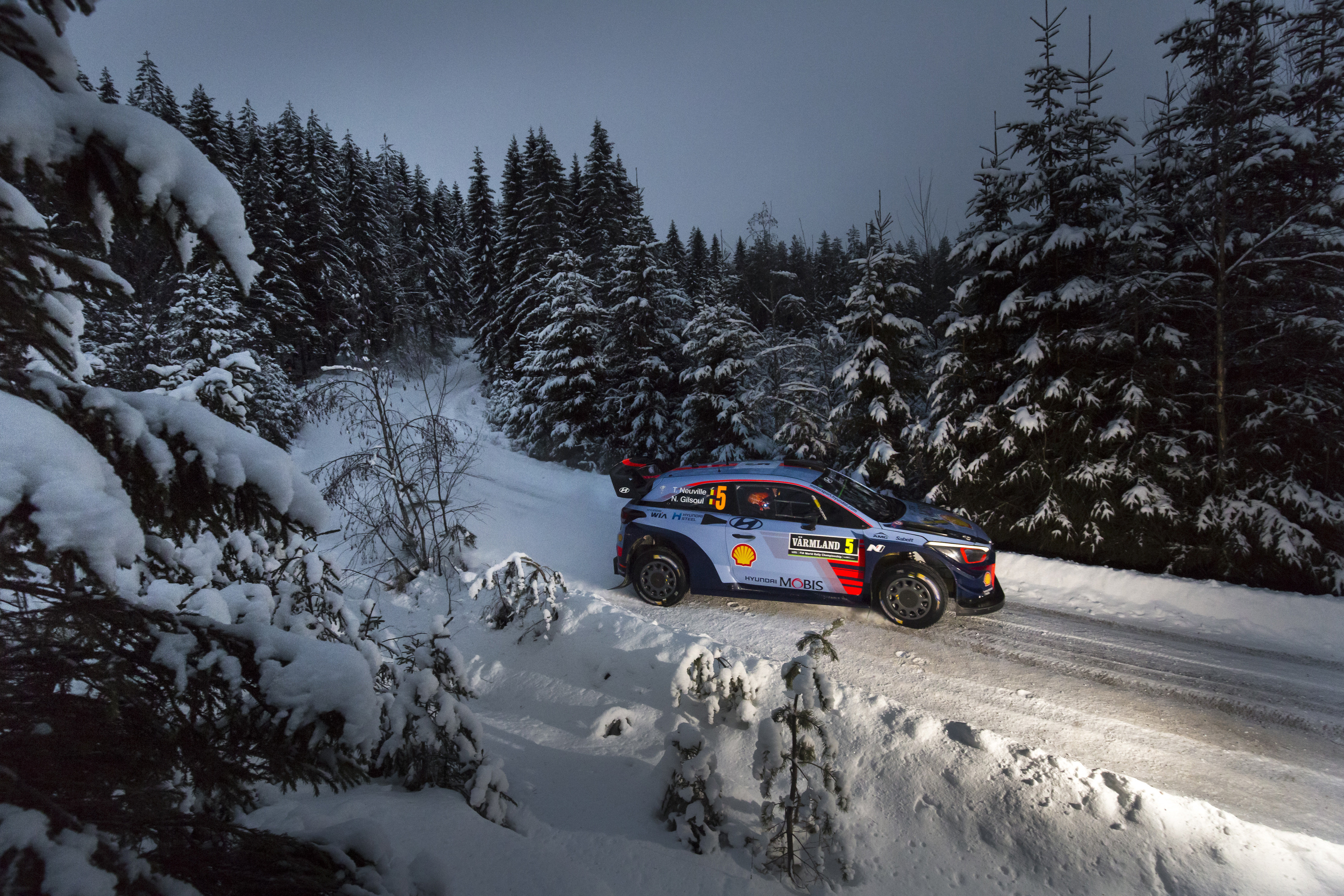
Thierry Neuville, toujours durant le rallye, a mené ce dernier par trois fois.

| Étape          | Spéciale | Nom                            | Longueur | Vainqueur          | Voiture               | Temps            | Meneur du rallye   |
| -------------- | -------- | ------------------------------ | -------- | ------------------ | --------------------- | ---------------- | ------------------ |
| 1re (9–10 Fév) | SS1      | Super Special Stage Karlstad 1 | 1,90 km  | Jari-Matti Latvala | Toyota Yaris WRC      | 1 min 34 s 1     | Jari-Matti Latvala |
| 1re (9–10 Fév) | SS2      | / Röjden 1                     | 18,47 km | Thierry Neuville   | Hyundai i20 Coupe WRC | 9 min 37 s 3     | Thierry Neuville   |
| 1re (9–10 Fév) | SS3      | Hof-Finnskog 1                 | 21,26 km | Thierry Neuville   | Hyundai i20 Coupe WRC | 10 min 10 s 3    | Thierry Neuville   |
| 1re (9–10 Fév) | SS4      | Svullrya 1                     | 24,88 km | Jari-Matti Latvala | Toyota Yaris WRC      | 12 min 52 s 3    | Jari-Matti Latvala |
| 1re (9–10 Fév) | SS5      | / Röjden 2                     | 18,47 km | Thierry Neuville   | Hyundai i20 Coupe WRC | 9 min 25 s 7     | Thierry Neuville   |
| 1re (9–10 Fév) | SS6      | Hof-Finnskog 2                 | 21,26 km | Thierry Neuville   | Hyundai i20 Coupe WRC | 10 min 06 s 4    | Thierry Neuville   |
| 1re (9–10 Fév) | SS7      | Svullrya 2                     | 24,88 km | Thierry Neuville   | Hyundai i20 Coupe WRC | 13 min 04 s 0    | Thierry Neuville   |
| 1re (9–10 Fév) | SS8      | Torsby 1                       | 16,43 km | Ott Tänak          | Ford Fiesta WRC       | 9 min 24 s 8     | Thierry Neuville   |
| 2e (11 Fév)    | SS9      | Knon 1                         | 31,60 km | Ott Tänak          | Ford Fiesta WRC       | 13 min 45 s 5    | Thierry Neuville   |
| 2e (11 Fév)    | SS10     | Hagfors 1                      | 15,87 km | Ott Tänak          | Ford Fiesta WRC       | 8 min 03 s 0     | Thierry Neuville   |
| 2e (11 Fév)    | SS11     | Vargåsen 1                     | 14,27 km | Ott Tänak          | Ford Fiesta WRC       | 8 min 20 s 7     | Thierry Neuville   |
| 2e (11 Fév)    | SS12     | Knon 2                         | 31,60 km | Spéciale annulée   | Spéciale annulée      | Spéciale annulée | Spéciale annulée   |
| 2e (11 Fév)    | SS13     | Hagfors 2                      | 15,87 km | Jari-Matti Latvala | Toyota Yaris WRC      | 7 min 50 s 9     | Thierry Neuville   |
| 2e (11 Fév)    | SS14     | Vargåsen 2                     | 14,27 km | Thierry Neuville   | Hyundai i20 Coupe WRC | 8 min 07 s 5     | Thierry Neuville   |
| 2e (11 Fév)    | SS15     | Super Special Stage Karlstad 2 | 1,90 km  | Dani Sordo         | Hyundai i20 Coupe WRC | 1 min 33 s 9     | Jari-Matti Latvala |
| 3e (12 Fév)    | SS16     | Likenäs 1                      | 21,19 km | Jari-Matti Latvala | Toyota Yaris WRC      | 11 min 06 s 9    | Jari-Matti Latvala |
| 3e (12 Fév)    | SS17     | Likenäs 2                      | 21,19 km | Jari-Matti Latvala | Toyota Yaris WRC      | 11 min 06 s 3    | Jari-Matti Latvala |
| 3e (12 Fév)    | SS18     | Torsby 2 (Power Stage)         | 16,43 km | Jari-Matti Latvala | Toyota Yaris WRC      | 8 min 51 s 1     | Jari-Matti Latvala |

### Super spéciale

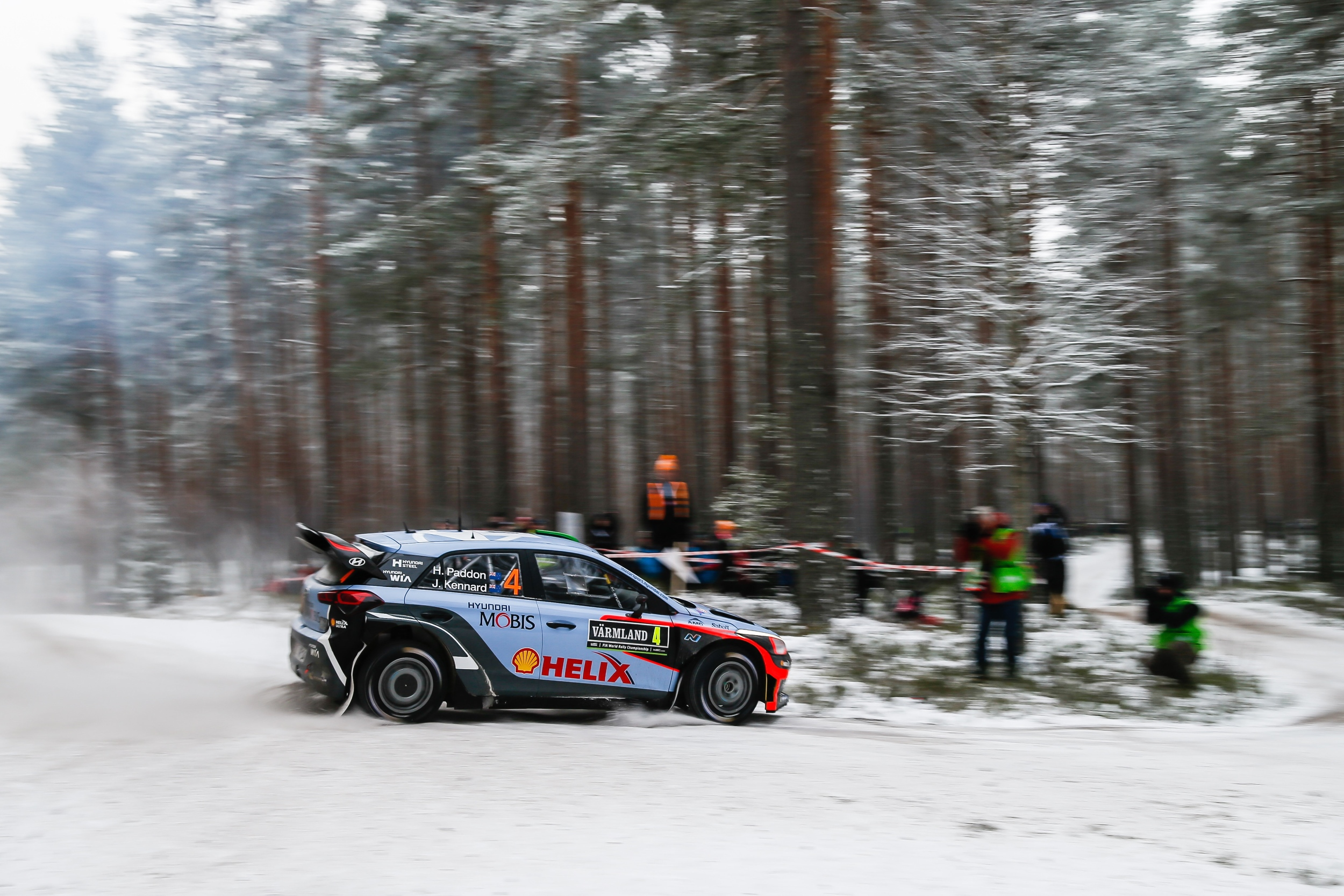
Hayden Paddon termine cinquième de la super spéciale.

La super spéciale est une spéciale de 16,43 km courue à la fin du rallye.
| Pos. | Pilote             | Copilote         | Équipe                | Temps        | Différence | Points |
| ---- | ------------------ | ---------------- | --------------------- | ------------ | ---------- | ------ |
| 1    | Jari-Matti Latvala | Miikka Anttila   | Toyota Yaris WRC      | 8 min 51 s 1 |            | 5      |
| 2    | Sébastien Ogier    | Julien Ingrassia | Ford Fiesta WRC       | 8 min 52 s 3 | +1 s 2     | 4      |
| 3    | Thierry Neuville   | Nicolas Gilsoul  | Hyundai i20 Coupe WRC | 8 min 52 s 6 | +1 s 5     | 3      |
| 4    | Kris Meeke         | Paul Nagle       | Citroën C3 WRC        | 8 min 54 s 1 | +3 s 0     | 2      |
| 5    | Hayden Paddon      | John Kennard     | Hyundai i20 Coupe WRC | 8 min 58 s 8 | +7 s 7     | 1      |

## Classements au championnat après l'épreuve
|   | Pos. | Pilote             | Points |
| - | ---- | ------------------ | ------ |
| 1 | 1    | Jari-Matti Latvala | 48     |
| 1 | 2    | Sébastien Ogier    | 44     |
|   | 3    | Ott Tänak          | 33     |
|   | 4    | Dani Sordo         | 25     |
|   | 5    | Craig Breen        | 20     |

|  | Pos. | Constructeur                | Points |
|  | ---- | --------------------------- | ------ |
|  | 1    | M-Sport World Rally Team    | 73     |
|  | 2    | Toyota Gazoo Racing WRT     | 53     |
|  | 3    | Hyundai Motorsport          | 40     |
|  | 4    | Citroën Total Abu Dhabi WRT | 26     |